# Takatoshi Kurose
Takatoshi Kurose (jap. 黒瀬尊敏, Kurose Takatoshi; * 23. August 1985) ist ein japanischer Badmintonspieler. 

## Karriere
Takatoshi Kurose wurde 2008 bei den Australian Open Dritter im Herrendoppel mit Noriyasu Hirata. Seinen ersten großen internationalen Turniergewinn erspielte er sich ebenfalls im Herrendoppel, als er gemeinsam mit Keigo Sonoda die Osaka International 2011 für sich entscheiden konnte.

## Sportliche Erfolge
| Saison | Veranstaltung       | Disziplin    | Platz | Name                               |
| ------ | ------------------- | ------------ | ----- | ---------------------------------- |
| 2008   | Australian Open     | Herrendoppel | 3     | Noriyasu Hirata / Takatoshi Kurose |
| 2011   | Osaka International | Herrendoppel | 1     | Keigo Sonoda / Takatoshi Kurose    |